# Самоопредељење
Принципом самоопредељења се назива право сваког народа и нација света да самостално одлучују о својој судбини. Под тим принципом се подразумевају следећа права: право на отцепљење и стварање независне националне државе, право на уједињење са другим народима, право на економско самоопредељење, као и право на избор друштвеног и политичког уређења. Право народа на самоопредељење кардинално је начело у савременом међународном праву (обично се сматра перемпторном нормом), које као такво обавезује Уједињене нације као ауторитативно тумачење норми Повеље. У њему се наводи да људи, на бази поштовања начела једнаких права и правичних једнаких могућности, имају право да слободно бирају свој суверенитет и међународни политички статус без уплитања.
Концепт је први пут изражен током 1860-их, а након тога се брзо проширио. Право на самоопредељење први пут је прокламовано у Француској буржоаској револуцији, а у међународној пракси се појављује у XX веку. Право на самоопредељење није апсолутно право народа. Тако схваћено водило би у хаос и анархију, јер данас између 5000 и 10000 група претендује на статус народа. Према „хијерархији" норми која произилази из начела Повеље УН (члан 2), заштита територијалног интегритета постојећих држава има превагу над општом правом на самоопредељење народа. Државна територија је једна од основних елемената којим се дефинише државност и суштински елемент од значаја за принцип суверене једнакости држава.
Током и након Првог светског рата, овај принцип су подстицали и совјетски премијер Владимир Лењин и председник Сједињених Држава Вудро Вилсон. Објавивши својих четрнаест тачака 8. јануара 1918. године, дана 11. фебруара 1918. Вилсон је изјавио: „Националне тежње се морају поштовати; људима се сада може доминирати и управљати само по њиховом сопственом пристанку. 'Самоопредељење' није пука фраза; то је императивни принцип деловања.”
Током Другог светског рата, принцип је укључен у Атлантску повељу, коју су 14. августа 1941. прогласили Франклин Д. Рузвелт, председник Сједињених Држава и Винстон Черчил, премијер Велике Британије, који су обећали Повељу са осам главних тачака. Самоопредељење је признато као међународно правно начело након што је изричито наведено као право у Повељи УН.
Начело не наводи како се одлука доноси, нити какав би исход требао бити, било да се ради о независности, федерацији, заштити, неком облику аутономије или потпуној асимилацији. Нити се наводи шта би требало бити разграничење међу народима - нити шта чини народ. Постоје опречне дефиниције и правни критеријуми за одређивање које групе могу легитимно тражити право на самоопредељење.
Уопштено говорећи, израз самоопредељење такође се односи на слободан избор сопствених дела без спољне принуде.

## Историја

### Пре 20. века

#### Почеци
Мајкл Хечер и Елизабет Борланд су утврдили да норма самоопредељења води порекло од америчке и француске револуције.

#### Царства
Свет је имао неколико традиционалних, континенталних царстава као што су Османско, Руско, Аустријско/Хабсбуршко и Ћинг царство. Политички научници често дефинишу конкуренцију у Европи током модерне ере као равнотежу борбе за надмоћ, која је такође навела различите европске државе да теже колонијалним царствима, почевши од шпанског и португалског, а касније укључујући британско, француско, холандско и немачко. Током раног 19. века, конкуренција у Европи произвела је више ратова, а понајвише Наполеонових. Након овог сукоба, Британско царство је постало доминантно и ушло је у свој „империјални век“, док је национализам постао моћна политичка идеологија у Европи.
Отоманско царство, Аустријско царство, Руско царство, Ћинг царство и ново Јапанско царство одржавали су се, често се проширујући или уговарајући на рачун другог царства. Сви они су занемарили право самоопредељења знатног дела народа којима су управљали.

#### Побуне и појава национализма
Америчка револуција током 1770-их виђена је као прва потврда права на национално и демократско самоопредјељење, због изричитог позивања на природно право, природна права човека, као и на пристанак и суверенитет од стране народа којим се управља; ове идеје су биле посебно надахнуте просветитељским списима Џона Лока из претходног века. Томас Џеферсон је даље промовисао схватање да је воља народа врхунска, посебно кроз ауторство Декларације о независности Сједињених Држава која је инспирисала Европљане током целог 19. века. Француска револуција је на сличан начин мотивисана и легитимисала идеје самоопредељења на континенту Старог света.
У оквиру Новог света почетком 19. века, већина нација Шпанске Америке остварила је независност од Шпаније. Сједињене Државе подржале су тај статус, као политику на хемисфери у односу на европски колонијализам, Монроовом доктрином. Америчка јавност, организоване асоциране групе и резолуције Конгреса, често су подржавали такве покрете, посебно Грчки рат за независност (1821–29) и захтеве мађарских револуционара 1848. Таква подршка, међутим, никада није постала званична политика владе, због балансирања других националних интереса. Након Америчког грађанског рата и са све већим способностима, влада Сједињених Држава није прихватила самоопредељење као основу током куповине Аљаске и покушаја куповине западноиндијских острва Сент Томас и Сент Џон током 1860-их, и њен растући утицај у Краљевини Хаваји резултирао је анексијом 1898. године. Победом у Шпанско-америчком рату 1899. године и све већим утицајем у свету, Сједињене Државе подржале су анексију бивших шпанских колонија Гвам, Порторико и Филипини, без сагласности њихових народа, а задржала је „квази сизеренство“ и над Кубом.
Карл Маркс је подржавао такав национализам, верујући да би то могао бити „претходеће услов” за друштвену реформу и међународне савезе. Године 1914. Владимир Лењин је написао: „Било би погрешно тумачити право на самоопредељење као било шта друго осим права на постојање као засебне државе.”